# Zeng Qiliang
Zeng Qiliang (República Popular China, 10 de mayo de 1975) es un nadador chino retirado especializado en pruebas de estilo braza, donde consiguió ser subcampeón mundial en 1998 en los 100 metros estilo braza.

## Carrera deportiva
En el Campeonato Mundial de Natación de 1998 celebrado en Perth (Australia), ganó la medalla de plata en los 100 metros estilo braza, con un tiempo de 1:01.76 segundos, tras el belga Frédérik Deburghgraeve (oro con 1:01.34 segundos) y por delante del estadounidense Kurt Grote (bronce con 1:01.93 segundos).